# Ceratotherium
Ceratotherium је род носорога, који укључује само једну живећу врсту, белог носорога, и три изумрле врсте.